# Glyptothorax callopterus
Glyptothorax callopterus är en fiskart som beskrevs av Smith, 1945. Glyptothorax callopterus ingår i släktet Glyptothorax och familjen Sisoridae. IUCN kategoriserar arten globalt som livskraftig. Inga underarter finns listade i Catalogue of Life.